# Kirari Suleman Nagar
Kirari Suleman Nagar é uma vila no distrito de North West, no estado indiano de Deli.

## Demografia
Segundo o censo de 2001, Kirari Suleman Nagar tinha uma população de 153 874 habitantes. Os indivíduos do sexo masculino constituem 55% da população e os do sexo feminino 45%. Kirari Suleman Nagar tem uma taxa de literacia de 59%, inferior à média nacional de 59,5%: a literacia no sexo masculino é de 69% e no sexo feminino é de 47%. Em Kirari Suleman Nagar, 20% da população está abaixo dos 6 anos de idade.